# Мэннинг, Дэниел
Дэниел Мэннинг (англ. Daniel Manning) (16 мая 1831 — 24 декабря 1887) — 37-й министр финансов США, бизнесмен и журналист.

## Биография
Родился в Олбани, штат Нью-Йорк. Получил начальное образование в государственных школах, после чего вошел в мир коммерции. В возрасте 11 лет, Мэннинг устроился на работу в издательство газеты «Олбани Атлас» которое в 1856 году объединилось с изданием «Аргус». В 1865 году он стал редактором газеты, в 1873 году её владельцем.

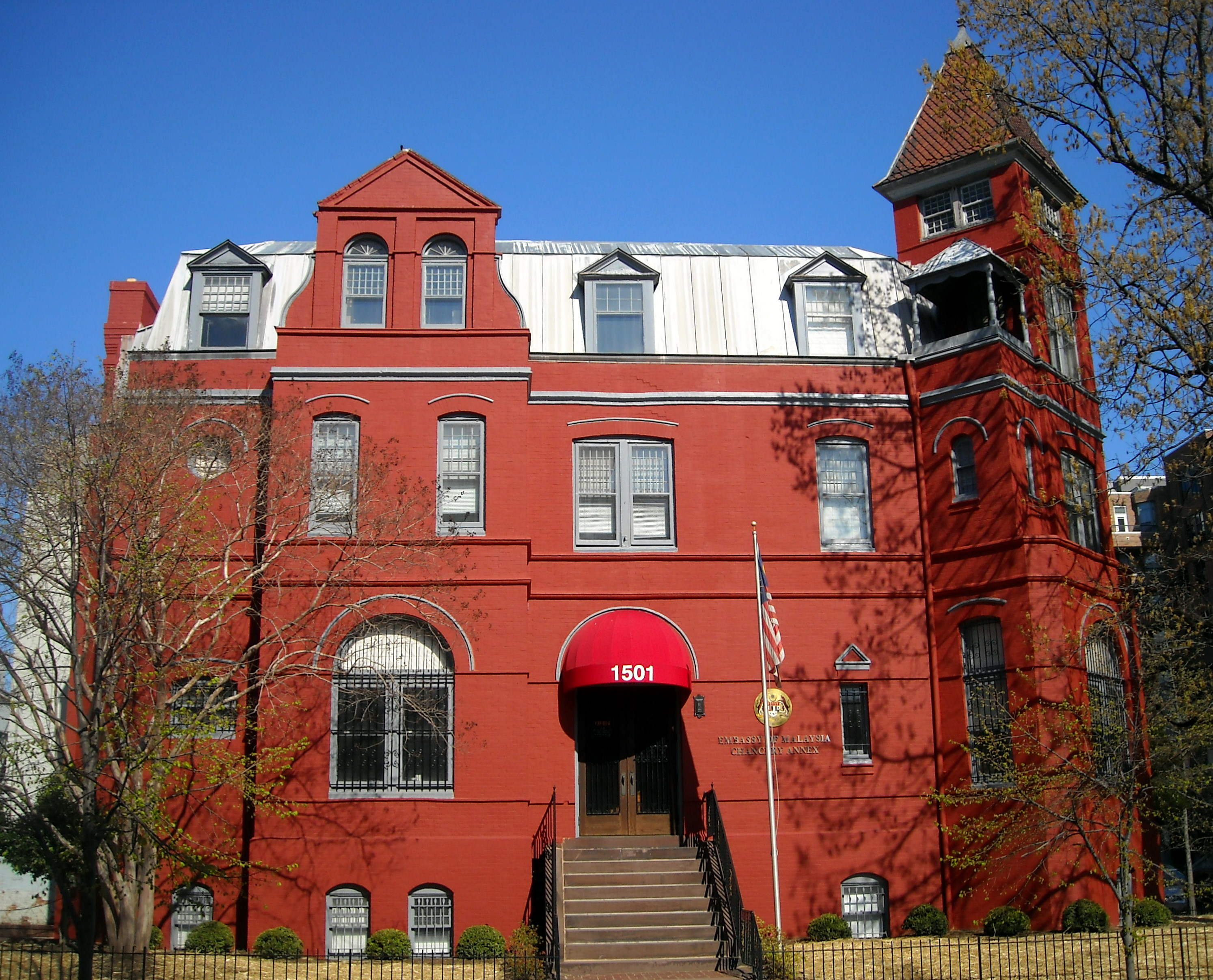
Бывшая резиденция Даниэла Мэннинга в Вашингтоне

Политическая карьера Мэннинга был очень успешной. С 1881 по 1885 гг. он служил председателем Нью-Йоркского Демократического комитета, а в марте 1885 года получил назначение госсекретаря казначейства США от президента Гровера Кливленда. Мэннинг подал в отставку с этого поста в феврале 1887 года из-за слабого здоровья.
Умер в том же году в Олбани от воспаления почек (болезни Брайта). Гравюрный портрет Мэннинга появляется на американских бумажных банкнотах США, на серебряных сертификатах серии 1886 20,00.